# Pečatniki (Mosca)
Il quartiere Pečatniki (in russo Район Печатники?, "stampatori") è un quartiere di Mosca sito nel Distretto Sud-orientale.
Il quartiere è a vocazione industriale, due terzi del suo territorio sono occupati da circa 230 imprese e organizzazioni. Degli antichi abitati di Batjunino e Kur'janovo che sorgevano nell'area, resta traccia nel nome di due vie del quartiere.
Via Gurjanova è stata teatro di un attacco terroristico che ha provocato 100 morti e 690 feriti lo scorso 8 settembre 1999. Sul luogo dello scoppio sono state realizzate una piazzetta ed una chiesetta commemorativa.